# Tremolecia
Tremolecia M. Choisy (rudziec) – rodzaj grzybów z rodziny Hymeneliaceae. Ze względu na współżycie z glonami zaliczany jest do grupy porostów.

## Systematyka i nazewnictwo
Pozycja w klasyfikacji według Index Fungorum: Hymeneliaceae, Hymeneliales, Ostropomycetidae, Lecanoromycetes, Pezizomycotina, Ascomycota, Fungi.
Nazwa polska według W. Fałtynowicza.

## Niektóre gatunki
- Tremolecia atrata (Ach.) Hertel 1977 – rudziec czarny
- Tremolecia dicksonii (J.F. Gmel.) M. Choisy 1953

Nazwy naukowe na podstawie Index Fungorum. Nazwa polska według W. Fałtynowicza.